# Sort (Unix)

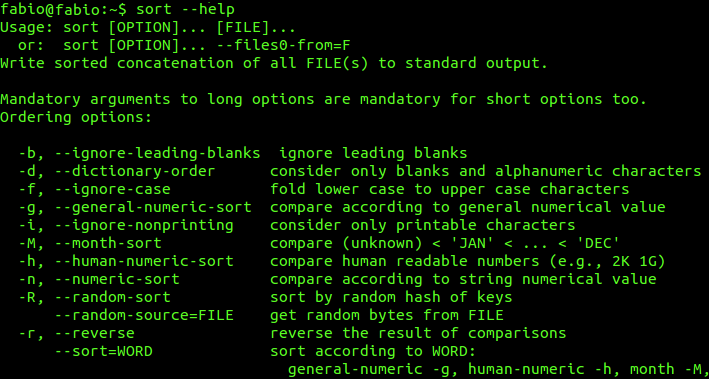
sort --help

sort este o comandă UNIX care sortează și tipărește liniile din fișierele de pe linia de comandă. Sortarea se bazează pe una sau mai multe chei extrase din fiecare linie de date. Implicit, toate datele de intrare sunt sortate. Spațiul liber este folosit pentru despărțirea în cuvinte. Opțiunea -r inversează ordinea sortării.

## Exemple

### Sortarea fișierelor din directorul curent după mărime
```
$ls -s | sort -n
  96 Nov1.txt
 128 _arch_backup.lst
 128 _arch_backup.lst.tmp
1708 NMON
```

### Sortarea unui fișier în ordine alfabetică
$ cat phonebook
```
Smith, Brett     555-4321
Doe, John        555-1234
Doe, Jane        555-3214
Avery, Cory      555-4321
Fogarty, Suzie   555-2314
   
$ sort phonebook
Avery, Cory      555-4321
Doe, Jane        555-3214
Doe, John        555-1234
Fogarty, Suzie   555-2314
Smith, Brett     555-4321
```

### Sortare numerică
Se face folosind opțiunea -n
```
$ du /bin/* | sort -n
4       /bin/domainname
24      /bin/ls
102     /bin/sh
304     /bin/csh
```

Opțiunea -k permite precizarea coloanei după care se face sortarea
```
$ cat zipcode
Adam  12345
Bob   34567
Joe   56789
Sam   45678
Wendy 23456
  
$ sort -nk 2 zipcode
Adam  12345
Wendy 23456
Bob   34567
Sam   45678
Joe   56789
```

### Sortarea folosind un delimitator
```
$ sort -t'|' -k2 zipcode
Adam|12345
Wendy|23456
Bob|34567
Sam|45678
Joe|56789
```

### Sortare inversă
```
$ sort -nrk 2 zipcode
Joe   56789
Sam   45678
Bob   34567
Wendy 23456
Adam  12345
```